# アルミカンの今夜も勝負パンツ
『アルミカンの今夜も勝負パンツ』（アルミカンのこんやもしょうぶパンツ）は、ラジオ大阪（OBC）で2017年4月5日から2020年9月29日まで放送されていたラジオ番組。略称は『勝負パンツ』『アルミカンパンツ』。アルミカン初の冠番組であり、番組タイトルは毎回勝負パンツをはいて挑むという意味でつけられた。

## 概要
- 松竹芸能の女芸人・アルミカンの赤阪侑子と高橋沙織のトーク番組。番組キャッチフレーズは「今夜はナニイロ？見えちゃうラジオ」。放送時にはYouTube[2]でも配信を行っている。番組ハッシュタグは#アルミカンパンツ。
- 2017年4月5日第1回から2019年3月27日第104回までは毎週水曜23時30からの翌1時までの90分生放送であった。2019年4月2日第105回からは毎週火曜日の22時から23時までの60分収録になる。なお収録は基本的に放送日の11時から行われる。出演者のスケジュールにより前日の11時に行われる事が何度かある。なおリスナーからのメッセージ締め切りは放送日当日の9:30であった。
- 番組はアルミカンのトークとリスナーからのメールやメッセージを紹介する形式で構成され、複数のコーナーから構成されている。番組開始から2019年3月27日までは生放送であったために、ハガキやメールだけでなく、LINEやTwitterでのメッセージも読むとともに、コーナーにも利用していた。
- YouTube動画も行い、2017年4月5日から2019年3月27日はライブ配信されていた。2017年7月26日からは放送翌日に番外編の配信を開始、2017年7月26日からは放送前日に予告編の配信している。2019年3月27日の放送分で番外編は終了する。2019年4月2日から本編はライブ配信から放送時間に合わせての同時配信に代わる。なお2019年4月16日までの予告編は先週放送終了後の収録であったが、2019年4月23日からは本編収録後の収録に変更されており、配信も放送日前日から放送日当日に変わる。
- YouTubeの視聴回数を伸ばすため、ファッションテーマを決めて放送を行っている回がある。2017年5月17日から2017年12月13日は毎週ファッションテーマをもうけており、2017年7月5日から2017年12月13日まではリスナーにファッションテーマを当てる形式であった。なお正解者には番組手ぬぐいがプレゼントされた。2020年8月11日は水着で放送しており、久々に1週間での視聴率千回超えを達成している。
- ラジオ大阪では、2018年から毎年「ラジオ・チャリティー・ミュージックソン」（幹事局：ニッポン放送）放送日の12月25日の未明（3:00 - 5:00）[3]に『山下純一とアルミカンの今夜もバリアフリーFUNK』（ブルースバンド「珍獣王国」のリーダー・山下純一がパーソナリティを務める日曜日未明のレギュラー番組『山下純一のバリアフリーFUNK』とのコラボレーションによる特別番組）を放送している。
  - 日本国内で新型コロナウイルスへの感染が拡大している2020年には、5月24日の深夜（25日の未明）にも1時間にわたって放送。当番組終了後の11月に、2020年日本民間放送連盟賞のラジオ教養番組部門で準グランプリを受賞した。山下が肢体不自由で視力障害も抱えていることや、新型インフルエンザ等対策特別措置法に基づく外出自粛要請が同年4月7日から放送の直前（5月21日）まで日本の全47都道府県で段階的に実施されていたことを背景に、いわゆる「リモート方式」で出演した山下自身や知人の障がい者による自粛生活の実態や「バリア」（障壁）を明らかにしたことが高く評価された。この受賞を受けて、日本民間放送連盟に加盟する他のラジオ局（ラジオ大阪と同じ在阪局の朝日放送ラジオ・毎日放送など）でも、2020年末から特別番組として順次放送している。
  - 当番組の終了後も、『バリアフリーFUNK』の本編は毎週日曜日の未明にレギュラー放送、『山下純一とアルミカンの今夜もバリアフリーFUNK』は「ミュージックソン」内のラジオ大阪ローカルパートで放送を続けている[4][5]。

## 出演者
- アルミカン・赤阪侑子
- アルミカン・高橋沙織

## 主な放送内容（コーナー）
下記は主なコーナーであり、「AVの裏窓」など不定期で開催されるコーナーもある。コーナー期間に関してはレギュラーの期間であり、終了後であっても復活開催される事は度々ある。逆に休みの週も度々ある。
- アルミカンニュースネットワーク：2017年4月5日第1回～2017年12月13日第37回

気になるニュースを取り上げ二人がトークするコーナー。神戸大学出身の高橋沙織が気になるニュースを取り上げてトークを開始するスタイルを取る。
- 今日こそモテたい/今日こそ〇〇たい：2017年4月5日第1回～2018年7月4日第66回

恋愛が苦手な赤阪侑子に対し、恋愛マスターの高橋沙織がいろいろなシチュエーションの対応方法を指南する二人のトークコーナー。人気コーナーであり終了後も不定期で開催される。2017年11月15日から赤阪に彼氏が出来たことから、コーナー名が「今日こそ〇〇たい」に変更される。「今日こそ〇〇たい」は二人がテーマに沿ってトーク形式であり、リスナーからメッセージを集う場合もある。
- 貴方にあげる：2017年4月5日第1回～2017年8月30日第22回

架空のゲストを想定し、ゲストをおもてなしするスイーツ等を赤阪侑子と高橋沙織が隔週交代で紹介するコーナー。なおスイーツは実際に用意し放送中に二人で食べる。コーナー終了後でもゲストが来る場合には開催されることがある。
- アカサカパンツ：2017年4月5日第1回～2019年3月27日第104回

番組開始時のメインコーナーであり赤阪侑子が履いている勝負パンツの色や柄を予想し、絵に描いて送ってもらうコーナー。高橋沙織が正解スタジオ裏及び別室で確認したうえで絵に描き発表する。もっとも近い絵を描いたリスナーには3千円のAmazonギフト券をプレゼントされる。正解に近いものが無い場合はキャリーオーバーし翌週の金額が増額されるが、1万円を超えない様にしていた。最高額は2018年4月25日の15千円である。2019年4月からの録音放送に伴いコーナー廃止になるが、人気コーナーでありその後も何度か不定期開催されている。送られて来た絵は当初白黒プリンターにスタッフが色を塗っていたが、2017年4月26日第4回でYouTubeの視聴回数が千回を超えたらカラープリンターになると発表された。2017年9月6日第23回で千回を超えたが、実際にカラーになったのは2017年9月20日第25回である。赤阪が出すヒントの斜め上を行く正解が多く、不満を持つリスナーの間で『赤阪の乱』と呼ばれることもしばしばある。 2020年9月1日、リスナーからのパンツの絵が30枚以下の場合はコーナー終了と予告し、リスナーからの予想を待つも28枚でありコーナー終了となる。2020年9月29日番組最終回にともない「ゾンビアカサカパンツ」と復活したが正解者は出ず、抽選でAmazonギフト券をプレゼントしている。
- 銭湯の時間[8]：2017年4月5日第1回～2018年1月31日第44回

YouTubeのおまけコーナー。番組終了後に二人が銭湯に入る想定で、銭湯の紹介は銭湯検定3級と温泉ソムリエの資格をもつ赤阪侑子が担当する。初回ではかつて赤阪の祖母が経営していた銭湯の設定であった。　
- LINE大喜利：2017年7月5日第14回～2018年7月4日第66回

LINE上で発表されるお題に対しリスナーがボケるコーナー。お題は放送中に発表された。なお当初はBGMは無かったが2017年11月15日よりBGMが付く。
- アクションパンツ：2017年9月6日第23回～2017年12月6日第36回

赤阪侑子と高橋沙織でじゃんけんをし、負けた方がお題が書かれたクジを引き実施する。YouTubeの視聴回数アップを目指したコーナーであった。1回の放送で2回行われるのが通例であった。クジはビニール袋に入っており、リスナーからのリクエストが入っている場合もある。　
- ハッピーパンツ：2017年12月20日第38回～2018年6月27日第65回

リスナーからハッピーなメッセージを募集し、二人がいろいろなシチュエーションで読むコーナー。
- ほめほめしちゃうぞ：2018年7月11日第67回～2018年12月26日第91回

リスナーから一週間にあった出来事をメッセージもらい、赤阪侑子がメッセージを読み、高橋沙織がほめるコーナー。
- 男子禁制ガールズルーム：2018年7月11日第67回～2018年11月28日第87回

いろいろなお題に対し二人が女子トークするコーナー。初回のみコーナー名を「男子禁制女子トーク」と言っている。
- どっちのLINE：2018年7月11日第67回～2019年3月20日第103回

LINEの公式アカウントを利用し、答えの出ない2択お題に対しリスナーからのアンケートをもとに、二人が番組としてどっちかを決めるコーナー。
- 大人辞典：2018年7月11日第67回～2019年3月27日第104回

いろいろなお題に対し、リスナーから新たな大人の意味に関するメッセージをもらうコーナー。
- 赤阪千本ノック：2019年1月2日第92回～2019年3月20日第103回

リスナーからのNEWSや出来事に関するメッセージを高橋沙織が読み、赤阪侑子が突っ込むコーナー。
- パンツの時間：2019年4月2日第105回～2020年9月22日第181回

パンツを脱いだり履いたり、売ったり買ったりするわけじゃなく、毎週いろんなテーマでトークを展開するコーナー。
- アルミカンバトル:2019年4月2日第105回～2020年9月15日第180回

毎回一つのお題をもとに、赤阪侑子と高橋沙織がトークで勝負するコーナー。当初はお題をガチャガチャで選択すると言っていたが、ガチャガチャが利用された事はない。
- 全日本勝負パンツ協会 定例会議：2019年4月2日第105回～2020年9月29日第182回

勝手に「全日本勝負パンツ協会」を立ち上げて、勝負パンツを普及させる活動を行う。定期的に「全日本勝負パンツ協会」入会試験を行い会員が増えている。赤阪侑子は全日本勝負パンツ協会の会長、高橋沙織は事務局長。勝負パンツ協会の会員、非会員にいろいろなお題に対するメッセージをもらうコーナー。赤阪パンツ終了後のメインコーナーであり、その週で一番良かった人にAmazonギフト券2000円がプレゼントされる。　

## ゲスト
- 2017年8月2日：小日向えり
- 2017年9月20日：藤村椿（次回放送の予告動画にも出演）
- 2017年10月4日：福本愛菜
- 2017年10月18日：AKB48小嶋真子
- 2020年2月25日：清家麻里奈

なおゲストではないが、2019年2月27日は放送100回記念で赤阪侑子の松竹芸能後輩で親友のミサトが出演しており、2019年10月15日には黒伊佐錦のキャンペーンで大口酒造常務・有満隆明が出演している。

## 酒
番組内で飲酒する事が度々ある。飲酒するお酒は大口酒造の黒伊佐錦であるが、大口酒造は提供でも協賛でもないが、何度かは差し入れされている。2020年5月26日以降は大口酒造の伊佐小町を飲んでいる。
- 2018年8月29日：二人がラジオ大阪の黒伊佐錦のキャンペーン特番を担当したため。[9]
- 2018年10月17日：二人の誕生日が10月であり、誕生祭として。
- 2018年11月28日：OBCラジオ祭り～10万人のふれあい広場～に出演した際に大口酒造のブースがあり、差し入れを受けたため。
- 2019年1月2日：新年会として。
- 2019年1月16日：リスナーよりお酒にあうお土産を頂いたため。
- 2019年2月27日：放送100回記念として。
- 2019年3月27日：リスナーに失恋を癒す物として赤阪が「黒伊佐錦」と答えたため。　なお飲酒は赤阪のみで高橋は飲んでいない。
- 2019年10月15日：二人の誕生日が10月であり、誕生祭として。及び大口酒造デカグロキャンペーン2019として。
- 2019年12月17日：パンツの時間のテーマが「寒い時期にあったかい食べ物」であったため、お湯割りで飲酒している。
- 2019年12月24日：「ラジオチャリティー アルミカンの今夜は勝負パンツ・ミュージックソンスペシャル」として。
- 2020年5月26日：赤阪侑子が漫談を披露する景気付けとして。
- 2020年8月18日：真夏のパンツ祭りとして。
- 2020年9月15日：赤阪侑子が「全日本勝負パンツ協会 定例会議」のコーナーで行われた赤阪子供相談室の景気付けとして。なお飲酒は赤阪のみで高橋は飲んでいない。
- 2020年9月29日：最終回として大口酒造から黒伊佐錦の差し入れがあったため。なお実際に収録中に飲んだのは、口が開いていた伊佐小町であった。

## 漫才／ネタ
番組内で漫才を披露する回が何度かある。ネタではないが二人が創作実演する回も合わせて記載する。
- 2017年5月17日：漫才
- 2017年6月14日：漫才
- 2017年11月8日：漫才
- 2017年12月13日：漫才
- 2018年1月24日：漫才
- 2018年12月12日：漫才
- 2019年3月6日：漫才
- 2019年12月24日：漫才
- 2020年4月21日：ラジオドラマ(前週放送でリスナーからキーワードを募集し作成)
- 2020年4月28日：漫才(前週放送でリスナーからキーワードを募集し作成)
- 2020年5月5日：体操
- 2020年5月26日：漫談(前週放送でリスナーからタイトルを募集し作成)
- 2020年6月30日：ポエム(前週放送でリスナーからタイトルを募集し作成)
- 2020年8月18日：音頭(前週放送でリスナーからキーワードを募集し作成)
- 2020年8月25日：漫才(前週放送でリスナーからキーワードを募集し作成)
- 2020年9月29日：漫才

## エピソード
- 2017年4月26日以降はYouTubeではCM中や曲放送中のテロップを流す。5月17日番組グッズとして手ぬぐいが出来た事を発表し、この回からリスナーにプレゼントをする。この回からメールテーマを決めてメッセージの募集を開始する。 6月21日高級缶詰と3名とボクサーパンツ缶詰が7名にプレゼントされる。6月28日LINE公式アカウントが出来た事と来週からLINEアカウントを利用したコーナーをする事を発表。7月19日番組Twitterのフォロワーが100人になる。8月2日第1回赤阪パンツ総選挙としてこれまでのパンツの人気投票を行い、1位の投票者1名にパンツ缶詰がプレゼントされた。 11月8日予告編が「アルミカンの今夜も正午パンツ（予告編）」[10]でYouTubeにアップされている。11月15日番組グッズの手ぬぐい在庫切れに伴い、「緊急企画どうするパンツ」が開催され、新たなグッズをリスナーから集う。11月22日東京で開催される「THE W」の準決勝と重なり、収録放送となる。そのためファッションテーマはクイズ形式ではなく、LINE大喜利も休みであった。11月29日番組グッズとして番組ステッカーが出来る。この放送回ではロケを実施しており、高橋がはみ出しステーキバーガーを食べる様子がYouTubeで配信される。番組内で「改めて知っておきたい、HIV/エイズのこと」が放送され、YouTube上はロゴの映像であり音声が流れる。12月13日レギュラーとしてのファッションテーマはこの放送回で終了。リスナーからのメッセージをあえて暗く読むなどのシチュエーション読みが始める。ハッピーパンツとして理想の勝負パンツを募集し2名に1万円がプレゼントされた。12月27日第2回赤阪パンツ総選挙開催。
- 2018年1月3日ハッピーパンツのBGMが変更。5月23日LINEの調子が悪くLINE大喜利の回答はメールで募集。タイトルコールも「メール大喜利」と言っている。6月13日ラジオ大阪のハッピーウィークであり、総額1万円相当の缶詰を3名にプレゼントする。7月4日第3回赤阪パンツ総選挙開催。7月11日YouTubeではアカサカパンツのコーナーで冒頭の二人の会話が入る様になる。8月1日YouTubeの予告編で重大発表の予告あり。重大発表は「全日本勝負パンツ協会」の設立であった。赤阪パンツの最後に赤阪が一言を言って終わるスタイルになる。 8月22日Twitterで期限内にリツイートしたリスナーから2名に宿泊券のプレゼントする事を発表。10月17日新たなステッカーが出来るが、番組の放送時間が23時から1時までと開始時間が30分間違っていた。12月5日赤阪侑子の映画の引き戸を新コーナーと発表するが、その後しばらく同コーナーは無かった。12月19日「山下純一とアルミカンの今夜もバリアフリーパンツ」の番宣として山下純一が電話出演する。出演後山下純一の曲がYouTubeでもそのまま流す。番組内で「改めて知っておきたい、HIV/エイズのこと」が放送され、YouTube上はロゴの映像であり音声が流れる。12月26日YouTubeの予告動画はなし、そのかわり「山下純一とアルミカンの今夜もバリアフリーパンツ」の番外編がアップされた。
- 2018年2月、平松愛理がDJを務めるFM大阪「Nestlé presents CHEER UP! MORNING」にアルミカンが出演。収録終わりに3人で勝負パンツはあるかという話で盛り上がる。2019年9月、同番組の平松愛理の30周年ライブ終わりのインタビューを受けた赤阪がこの日のパンツを質問。平松愛理もFM放送だと言うのに自身の勝負パンツを快く回答[11]。2020年9月29日最終回で当時を振り返り、赤阪が提供のある番組が羨ましいとボヤく。
- 2019年1月2日パンツ新年会として芸能人の出演を呼びかけたが、誰も来なかった。1月16日第4回赤阪パンツ総選挙開催。3月13日、4月から放送曜日の変更と時間が1時間がなる事を発表。3月27日ファッションテーマが体操服であったが、赤坂が服を忘れる。4月23日次週(4月30日)が元号特別番組[12]で休みである事を発表。なお3年6ヶ月の放送期間内で休みになったのは2019年4月30日の1回のみである。8月20日山下純一が電話で出演するが、電話であったためにYouTubeには音声は流れていない。11月26日予告編で重大発表の告知があり、本編内で12月24日の放送は生で放送である事を発表。なお本編は動画撮り忘れにより、YouTubeは静止画に音声だけの配信であった。12月3日予告編で重大発表の告知があり、本編内で12月24日の放送は時間枠を拡大での放送である事を発表。但し時間に関しての発表は無く、翌12月10日放送で22時から23時45分の1時間45分である事を発表するとともに、23時までは公開放送になる事も発表する。12月24日赤阪パンツで高橋が描いたパンツの絵をラジオ大阪で募金したリスナーにプレゼントしている。スペシャルであり生の1時間45分での放送、23時まではロビーにリスナーを入れての公開放送であった。また本放送はミュージックソンスペシャル[13]であり山下純一が電話出演している。出演後山下純一の曲がYouTubeでもそのまま流れる。なお生放送であり予告編のYouTube配信は無い。
- 2020年1月21日予告編で重大発表の告知あり、本編にて「大口酒造の『黒伊佐錦を飲む会』」が「Hit＆Hit！」とアルミカンの今夜も勝負パンツの合同開催であり、アルミカンも出演することが発表される。1月28日「AVの裏窓」のためAVを借りに行く様子が「アルミカン赤阪AVを借りにいく！」としてYoutubeで配信されている。4月7日新型コロナ対策でマスクをしての放送となる。4月14日新型コロナ対策で二人の間にアクリル板が設置される。なおこの週からマスクが以前リスナープレゼントしていたパンツ手ぬぐいから高橋沙織が手作りしたものになる[14]。4月21日この放送分からリスナーからのメッセージ締め切りが不測の事態[15]を想定し前日の9時までとなる。 なおこの対応は5月26日放送分で続く。4月21日 ティーナ・カリーナよりメールが届きその際に自分は赤阪侑子の中学・高校の2年後輩で同じ吹奏楽部であったことを公表する。なおメールの内容はTwitter上の#ラジオリレーのバトンを渡したいとの依頼であり受け取っている[16]。5月5日・5月24日にラジオ大阪のパーソナリティでもある山下純一と「山下純一とアルミカンの今夜もバリアフリーFUNK」の放送を告知。6月2日動画撮り忘れにより、YouTubeは静止画での配信されている。6月16日と6月23日に6月28日に開催されるライブイベント「アルミカンと山下純一の今夜もバリアフリーパンツ」の宣伝のため、山下純一が電話出演している。7月7日YouTubeの配信が遅れ、かつ編集ソフトのロゴが入った状態で配信。翌日にはロゴを消したものを再配信している。この回から新型コロナ対策のマスクを外す、二人の間のアクリル板は継続される。 8月4日予告編の最後にパンツ体操が流れる。8月25日前半動画撮り忘れにより、YouTubeが前半静止画であるともに、編集が間に合わずYouTubeの配信が遅れる。9月22日パンツ市場調査として出演者と同じ松竹芸能所属のきのせひかる、河邑ミク、紺野ぶるまが電話出演。次回放送が最終回になる事を発表。
- 2020年9月29日、最終回。10月11日にABCホールで開催されるお笑いライブ「私たちは女子から嫌われるタイプの女芸人です」でリスナーとの記念撮影する事を発表し「全日本勝負パンツ協会」の会員証または番組ステッカーを持って来てほしいと告知。放送終了後のYouTubeおまけ動画内でラジオ大阪代表取締役社長・吉田禎宏が出演者に花束を渡すシーンと第1回放送の番組冒頭のシーン約1分間が流れ終了している。最終回はTwitterで赤阪・高橋・番組アカウントも実況し、トレンド入りを目指すもトレンド入りならず。
- 番組終了後の10月6日番組放送時の22時に合わせTwitter番組公式アカウントより約1分の動画が配信される。
- 10月11日、ABCホールで開催されたお笑いライブの終了後、会場の外でリスナーとの集合写真撮影を実施、26名が参加した。撮影した写真はTwitterの番組公式アカウント、及び高橋沙織の公式アカウントで公開された。